# Colpochila crinita
Colpochila crinita är en skalbaggsart som beskrevs av Hermann Burmeister 1855. Colpochila crinita ingår i släktet Colpochila och familjen Melolonthidae. Inga underarter finns listade i Catalogue of Life.